# Ivo Verbruggen
Ivo Verbruggen is een personage uit de Vlaamse misdaadreeks Aspe. Het personage is te zien in het vijfde seizoen van de serie en wordt vertolkt door Koen Van Impe. In de zevende en achtste jaargang maakt hij wederom zijn opwachting.
Verbruggen komt niet voor in de gelijknamige boekenreeks.

## Verhaallijn
Ivo Verbruggen komt het team vervoegen als opvolger van Guido Versavel. Hij zoekt meteen vriendschappelijke toenadering tot zijn werkpartner Pieter Van In, maar die houdt aanvankelijk de boot af, omdat hij niet over het vertrek van Versavel heen is. Later worden de twee alsnog beste vrienden en bewijzen ze meermaals een prima rechercheteam te zijn.
Wanneer het team van de LOD zich over een ernstig geval van stalking moet buigen, bijt Verbruggen zich vast in de zaak. Uiteindelijk komt het tot een confrontatie tussen de stalker en Verbruggen, waarbij deze laatste de dader zonder pardon doodschiet. Verbruggen verdwijnt achter de tralies en wordt uiteindelijk veroordeeld tot een lange gevangenisstraf.
Een hele poos later komt Verbruggen weer in beeld, wanneer hij vanuit de gevangenis als informant fungeert in een voor het team van Van In moeilijke zaak. Dankzij de tips van Verbruggen loopt de zaak goed af.
Verbruggen komt wegens goed gedrag plots vervroegd vrij uit de gevangenis en Van In biedt hem meteen een logeerplaats aan. De collega's van Van In, in het bijzonder Robert De Maegd, kunnen niet begrijpen hoe hun overste het in zijn hoofd kan halen een crimineel onderdak te bieden. Verbruggen voelt zich schuldig en wil vertrekken, maar Van In kiest partij voor hem en trekt zich niets aan van hetgeen zijn collega's denken. Wanneer hij echter plots verdachte wordt in een nieuwe politiezaak, begint Van In zichtbaar aan hem te twijfelen. Dit doet Verbruggen pijn, maar hij heeft wel begrip voor het wantrouwen. Uiteindelijk blijkt hij niets met de zaak te maken te hebben en verontschuldigt Van In zich. De Maegd komt ook tot inkeer en biedt zijn excuses aan. Intussen heeft Verbruggen een vrouw leren kennen en is hij een relatie begonnen. Hij besluit bij haar in te trekken en verdwijnt op die manier weer uit beeld.

## Trivia
- Koen Van Impe speelde eerder al een ander personage in Aspe: in de aflevering Het Dreyse incident (seizoen 1) nam hij de rol van Patrick Claes voor zijn rekening.